# Stichting Bernd Lohaus
De Stichting Bernd Lohaus is een privé-initiatief dat het werk bewaart van de Duits-Antwerpse kunstenaar Bernd Lohaus. De Stichting werd opgericht op 21 augustus 2012 door zijn weduwe en kinderen.
De stichting organiseert tentoonstellingen, lezingen en symposia rond Lohaus en inventariseerde en archiveerde zijn oeuvre.
De stichting kreeg de Vlaamse Cultuurprijs voor Beeldende Kunst 2014.

## Winnaars Prijs Bernd Lohaus[4]
De stichting reikt jaarlijks een prijs uit aan jonge veelbelovende kunstenaars.
Winnaars :
- 2012 Lien Hüwels
- 2013 Maurice Blaussyld
- 2014 Gert Robijns
- 2015 Olivier Foulon
- 2016 GAGARIN – the Artists in their Own Words (tijdschrift door Wilfried Huet)
- 2017 Marc Rossignol
- 2018 Adrien Tirtiaux